# Loïc Bettendorff
Loïc Bettendorff, né le 28 avril 2001 à Ettelbruck, est un coureur cycliste luxembourgeois.

## Biographie
Loïc Bettendorff se définit avant tout comme un puncheur.
En 2019, il est sacré quadruple champion du Luxembourg juniors (course sur route, contre-la-montre, cyclo-cross et VTT cross-country). La même année, il représente à plusieurs reprises son pays lors de grandes compétitions internationales. Il rejoint l'équipe continentale du pays Leopard en 2020. Coureur polyvalent, il remporte de nouveaux titres nationaux dans diverses disciplines.

## Palmarès sur route

### Par année
- 2017
  - 2e du championnat du Luxembourg sur route débutants
- 2018
  - 2e du championnat du Luxembourg du contre-la-montre juniors
- 2019
  -  Champion du Luxembourg sur route juniors
  -  Champion du Luxembourg du contre-la-montre juniors
  - Grand Prix François-Faber
- 2021
  - 2e du Grand Prix OST Manufaktur
  - 2e du championnat du Luxembourg du contre-la-montre espoirs
  - 3e du championnat du Luxembourg sur route
- 2022
  -  Champion du Luxembourg sur route espoirs[2]
  - Grand Prix Kropemann
  - 3e du championnat du Luxembourg du contre-la-montre espoirs
- 2024
  - Grand Prix OST Manufaktur
  - Grand Prix Garage Thommes[3]
  - 2e du Grand Prix Kropemann
- 2025
  - 2e du Grand Prix Husting & Reiser

### Classements mondiaux
| Année                                 | 2021 | 2022 | 2023  | 2024  |
| ------------------------------------- | ---- | ---- | ----- | ----- |
| Classement mondial                    | 669e | 781e | 1033e | 3307e |
| UCI Europe Tour                       | 530e | 590e | nc    | nc    |
|                                       |      |      |       |       |
| Légende : nc = non classéSource : UCI |      |      |       |       |

## Palmarès en cyclo-cross
| - 2016-2017 - 2e du championnat du Luxembourg de cyclo-cross débutants - 2018-2019 - Champion du Luxembourg de cyclo-cross juniors - 2019-2020 - Champion du Luxembourg de cyclo-cross espoirs | - 2021-2022 - Champion du Luxembourg de cyclo-cross espoirs - 2023-2024 - Champion du Luxembourg de cyclo-cross - 2024-2025 - Champion du Luxembourg de cyclo-cross |  |

## Palmarès en VTT

### Championnats nationaux
| - 2019 - Champion du Luxembourg de cross-country juniors - 2020 - Champion du Luxembourg de cross-country espoirs - 2021 - Champion du Luxembourg de cross-country marathon - 2e du championnat du Luxembourg de cross-country espoirs | - 2022 - Champion du Luxembourg de cross-country espoirs |  |